# Nur Tatar
Nur Tatar (Van, 16 augustus 1992) is een Turks taekwondo-vechter.
In 2012 kwam ze voor het eerst uit voor Turkije op de Olympische zomerspelen in de klasse tot 67 kilogram, en behaalde ze de zilveren medaille. In 2016 behaalde ze in Rio de Janeiro nog een bronzen medaille in deze klasse.
In 2017 werd ze  in Muju, Korea, wereldkampioen in de klasse tot 67 kg.
In 2017 trouwde ze met de Iraanse taekwondaka Mehran Askari. Een jaar later kondigde ze op 25-jarige leeftijd aan te stoppen als actief sporter.